# Палм-Дезерт
Палм-Дезерт (англ. Palm Desert) — город в округе Риверсайд в южной Калифорнии, США, расположенный в долине Коачелла, примерно на 18 км южнее Палм-Спрингс. В 2000 году в городе проживало 41 155 человек, а по состоянию на 2010 год — уже 48 445. Город был одним из самых быстрорастущих в штате начиная с 1980 года.

## История
Изначально район был известен как Old MacDonald Ranch, но после посадки пальм в 1920 название изменилось на Palm Village. Первые жилые постройки датируются 1943 годом в связи с тем, что в том районе был лагерь американской армии. В 1948 Palm Desert Corporation начала строительство недвижимости, и уже в 1951 району было дано его теперешнее название. В то же время Палм-Дезерт был запланированным населённым пунктом в пустыне, что соединяет Палм-Спрингс и Индио. Община была зарегистрирована 26 ноября 1973, только с 1500 постоянных жителей. Начиная с зимы 1961/62 года чета президента Д. Эйзенхауэра несколько раз приезжала на отдых.

## География
Палм-Дезерт расположен в долине Коачелла. По данным Бюро переписи населения США, город имеет общую площадь в 70 км², 0,76 % которой составляет вода. Высота (City Hall) составляет 68 м над уровнем моря.

### Климат
Высокие горные хребты с трёх сторон и наклонённая на юг долина обусловили уникальный и круглогодичный тёплый климат с самыми тёплыми зимами в западной части Соединённых Штатов. Самой высокой температурой, зарегистрированной в Палм-Дезерт была 52 °C 6 июля 1905. Климат достаточно засушлив.
| Показатель                    | Янв. | Фев. | Март | Апр. | Май  | Июнь | Июль | Авг. | Сен. | Окт. | Нояб. | Дек. | Год  |
| ----------------------------- | ---- | ---- | ---- | ---- | ---- | ---- | ---- | ---- | ---- | ---- | ----- | ---- | ---- |
| Абсолютный максимум, °C       | 36   | 38   | 39   | 43   | 47   | 51   | 52   | 49   | 50   | 46   | 38    | 34   | 51   |
| Средний суточный максимум, °C | 22,2 | 24,1 | 27,4 | 30,8 | 35,4 | 39,5 | 41,8 | 41,4 | 38,9 | 33,3 | 26,4  | 21,7 | 31,9 |
| Средний суточный минимум, °C  | 7    | 8,9  | 12,7 | 15,7 | 19,8 | 23,4 | 26,8 | 26,8 | 23,3 | 17,6 | 11    | 6,8  | 16,7 |
| Абсолютный минимум, °C        | −11  | −7   | −4   | 1    | 3    | 7    | 15   | 13   | 8    | −1   | −5    | −7   | −11  |
| Норма осадков, мм             | 14,2 | 16,3 | 10,9 | 1,3  | 1,8  | 0,3  | 1    | 13,7 | 1    | 6,6  | 4,6   | 15,7 | 87,4 |
| Источник: www.ncdc.noaa.gov   |      |      |      |      |      |      |      |      |      |      |       |      |      |

## Демография
В 2000 году в городе проживало 41 155 людей: 19 184 домовладельцев, 11 414 семей. Плотность населения составляла 652 чел./км². Средний возраст — 53 года.
В 2010 году в городе проживало 48 445 людей из которых 23 117 — домовладельцы, из них 4253 (18,4 %) имеют детей возрастом ниже 18 лет, 10 253 (44,4 %) женаты и проживают вместе, 1227 (5.3 %) не будучи женатыми проживают вместе, 373 (1,6 %) являются однополыми партнёрами. Плотность населения — 692,4 чел./км².

## Экономика

### Основные работодатели
По данным городского 2010 Всестороннего Ежегодного Финансового отчёта, лучшими работодателями города являются:
| #  | Работодатель                           | Кол-во работников |
| -- | -------------------------------------- | ----------------- |
| 1  | JW Marriott Desert Springs Golf Resort | 2000              |
| 2  | Universal Protection Services          | 1500              |
| 3  | Guthy-Renker                           | 825               |
| 4  | Securitas AB                           | 700               |
| 5  | Desert Arc                             | 400               |
| 6  | Wal-Mart                               | 350               |
| 7  | Marriott Desert Springs Villas         | 304               |
| 8  | Macy's                                 | 301               |
| 9  | Toscana Country Club                   | 300               |
| 10 | Bighorn Golf Club                      | 250               |

## Культура
Город является домом для Сцены Палм-Дезерт — уникальной группы исполнителей, значительная часть которых играет стоунер-рок, основоположником которого была местная группа Kyuss.
Также данный город является местом производства гитар TTM (Taller Then Midles) SuperShop USA Custom Built Guitar Архивная копия от 3 февраля 2018 на Wayback Machine, которые являются прямыми конкурентами таких фирм как B.C. Rich Архивная копия от 10 марта 2022 на Wayback Machine и Kiesel (Carvin) Custom shop Архивная копия от 3 февраля 2018 на Wayback Machine.